# Збройні сили Боснії і Герцеговини
Збройні сили Боснії й Герцеговини (сербохорв. Oružane snage BIH/Оружане снаге БИХ) — сукупність військ Боснії й Герцеговини, призначених для захисту свободи, незалежності та територіальної цілісності держави. Складаються з сухопутних військ і військово-повітряних сил.
Боснійські збройні сили були об'єднані в 2005 році. Відтоді вони поділяються на три національні складники відповідно до трьох державотворчих народів БіГ — боснійців, сербів і хорватів. Ці три бригади (які ще називають полками) утворено з трьох збройних сил, причетних до минулої війни у БіГ 1992-1995 рр. — мусульманської Армії Республіки Боснії й Герцеговини, Хорватської ради оборони та Війська Республіки Сербської (перші дві підписанням Дейтонської угоди було реорганізовано в Армію Федерації Боснії та Герцеговини). Збройними силами Боснії та Герцеговини керує Міністерство оборони Боснії й Герцеговини, засноване 2004 року.
Військову повинність було повністю скасовано в Боснії та Герцеговині з 1 січня 2006 року.
Верховним головнокомандувачем боснійських збройних сил є нинішній президент Боснії та Герцеговини. Йому підпорядковані Міністерство оборони, а також Об'єднаний штаб.

## Склад збройних сил
Особовий склад Збройних Сил:
- 10000 активних військ
- 5000 резервних військовослужбовців
- 1000 цивільних співробітників

## Структура збройних сил
- Об'єднаний штаб ЗС БіГ — Сараєво
- Оперативне командування ЗС БіГ — Сараєво
  - Піхотна бригада (4 пбр) — Чапліна
  - Піхотна бригада (5 пбр) — Тузла
  - Піхотна бригада (6 пбр) — Баня-Лука
  - Бригада ВПС та ППО — Баня-Лука
  - Бригада тактичної підтримки — Сараєво
- Командування підтримки ЗС БіГ — Баня-Лука
  - Командування управління персоналом — Баня-Лука
  - Командування навчання та доктрини — Травник
  - Командування логістики — Добой

## Озброєння та техніка збройних сил
- Штурмова гвинтівка М16А1
- Кулемет М60
- Снайперська гвинтівка М76
- РПГ ОСА М79
- Міномет М57 60 мм
- Гаубиця Д-30Ј 122 мм
- Система залпового вогню АПРА 40 122 мм
- Танк М60 А3
- БТР М113 А1
- Гелікоптер UH-1H та Мі8/Мі17МТВ
- Автомобілі HMMWV, які США передають ЗС Боснії й Герцоговини починаючи з березня 2017 року. Станом на липень 2021 року загальний парк цих машин складає 79 одиниць[7].

## Закордонні постачальники зброї
США
 Росія
 КНР
 Італія
 Німеччина
 Румунія
 Туреччина

## Закордонні місії
Афганістан — 45 
 ДР Конго — 5 (всі офіцери/радники)